# Toray Pan Pacific Open 2022 - Qualificazioni singolare
Le qualificazioni del singolare femminile del Toray Pan Pacific Open 2022 sono state un torneo di tennis preliminare per accedere alla fase finale della manifestazione svolte dal 17 al 18 settembre 2022. Le vincitrici dell'ultimo turno sono entrate di diritto nel tabellone principale. In caso di ritiro di una o più giocatrici aventi diritto a queste sono subentrati le lucky loser, ossia le giocatrici che hanno perso nell'ultimo turno ma che avevano una classifica più alta rispetto alle altre partecipanti che avevano comunque perso nel turno finale.

## Teste di serie
1. Katarzyna Kawa (primo turno)
2. Fernanda Contreras Gómez (qualificata)
3. Carol Zhao (ultimo turno)
4. Despina Papamichail (qualificata)
5. Isabella Šinikova (qualificata)
6. Danielle Lao (ultimo turno)

1. Kurumi Nara (ultimo turno)
2. Sophie Chang (primo turno)
3. Kyōka Okamura (ultimo turno)
4. You Xiaodi (qualificata)
5. Ellen Perez (qualificata)
6. Himeno Sakatsume (ultimo turno)

## Qualificate
1. Rina Saigo
2. Fernanda Contreras Gómez
3. You Xiaodi

1. Despina Papamichail
2. Isabella Šinikova
3. Ellen Perez

## Tabellone

### Legenda
| - Q = Qualificato - WC = Wild card - LL = Lucky loser | - ALT = Alternate - SE = Special Exempt - PR = Protected Ranking | - w/o = Walkover - r = Ritirato - d = Squalificato |

### Sezione 1
|  | Primo turno | Primo turno       | Primo turno  | Primo turno | Primo turno |  |  | Ultimo turno | Ultimo turno      | Ultimo turno | Ultimo turno | Ultimo turno |  |
|  |             |                   |              |             |             |  |  |              |                   |              |              |              |  |
|  | 1           | Katarzyna Kawa    | 6            | 5           | 4           |  |  |              |                   |              |              |              |  |
|  |             | Chihiro Muramatsu | 2            | 7           | 6           |  |  |              | Chihiro Muramatsu | 6            | 3            | 0            |  |
|  | WC          | Rina Saigo        | Rina Saigo   | 6           | 6           |  |  | WC           | Rina Saigo        | 2            | 6            | 6            |  |
|  | 8           | Sophie Chang      | Sophie Chang | 4           | 0           |  |  |              |                   |              |              |              |  |

### Sezione 2
|  | Primo turno | Primo turno              | Primo turno   | Primo turno | Primo turno |  |  | Ultimo turno | Ultimo turno             | Ultimo turno | Ultimo turno | Ultimo turno |  |
|  |             |                          |               |             |             |  |  |              |                          |              |              |              |  |
|  | 2           | Fernanda Contreras Gómez | 6             | 63          | 6           |  |  |              |                          |              |              |              |  |
|  |             | Nagi Hanatani            | 3             | 7           | 1           |  |  | 2            | Fernanda Contreras Gómez | 6            | 2            | 6            |  |
|  |             | Ena Shibahara            | Ena Shibahara | 1           | 5           |  |  | 9            | Kyōka Okamura            | 2            | 6            | 2            |  |
|  | 9           | Kyōka Okamura            | Kyōka Okamura | 6           | 7           |  |  |              |                          |              |              |              |  |

### Sezione 3
|  | Primo turno | Primo turno    | Primo turno    | Primo turno | Primo turno |  |  | Ultimo turno | Ultimo turno | Ultimo turno | Ultimo turno | Ultimo turno |  |
|  |             |                |                |             |             |  |  |              |              |              |              |              |  |
|  | 3           | Carol Zhao     | Carol Zhao     | 6           | 6           |  |  |              |              |              |              |              |  |
|  |             | Giuliana Olmos | Giuliana Olmos | 4           | 2           |  |  | 3            | Carol Zhao   | Carol Zhao   | 1            | 5            |  |
|  |             | Haruna Arakawa | 6              | 1           | 0           |  |  | 10           | You Xiaodi   | You Xiaodi   | 6            | 7            |  |
|  | 10          | You Xiaodi     | 3              | 6           | 6           |  |  |              |              |              |              |              |  |

### Sezione 4
|  | Primo turno | Primo turno         | Primo turno      | Primo turno | Primo turno |  |  | Ultimo turno | Ultimo turno        | Ultimo turno        | Ultimo turno | Ultimo turno |  |
|  |             |                     |                  |             |             |  |  |              |                     |                     |              |              |  |
|  | 4           | Despina Papamichail | 6                | 4           | 6           |  |  |              |                     |                     |              |              |  |
|  |             | Erika Sema          | 4                | 6           | 4           |  |  | 4            | Despina Papamichail | Despina Papamichail | 6            | 6            |  |
|  | WC          | Rinko Matsuda       | Rinko Matsuda    | 4           | 2           |  |  | 12           | Himeno Sakatsume    | Himeno Sakatsume    | 2            | 4            |  |
|  | 12          | Himeno Sakatsume    | Himeno Sakatsume | 6           | 6           |  |  |              |                     |                     |              |              |  |

### Sezione 5
|  | Primo turno | Primo turno              | Primo turno              | Primo turno | Primo turno |  |  | Ultimo turno | Ultimo turno      | Ultimo turno | Ultimo turno | Ultimo turno |  |
|  |             |                          |                          |             |             |  |  |              |                   |              |              |              |  |
|  | 5           | Isabella Šinikova        | Isabella Šinikova        | 7           | 7           |  |  |              |                   |              |              |              |  |
|  |             | Desirae Krawczyk         | Desirae Krawczyk         | 64          | 5           |  |  | 5            | Isabella Šinikova | 0            | 7            | 6            |  |
|  |             | Nicole Melichar-Martinez | Nicole Melichar-Martinez | 0           | 3           |  |  | 7            | Kurumi Nara       | 6            | 5            | 0            |  |
|  | 7           | Kurumi Nara              | Kurumi Nara              | 6           | 6           |  |  |              |                   |              |              |              |  |

### Sezione 6
|  | Primo turno | Primo turno  | Primo turno  | Primo turno | Primo turno |  |  | Ultimo turno | Ultimo turno | Ultimo turno | Ultimo turno | Ultimo turno |  |
|  |             |              |              |             |             |  |  |              |              |              |              |              |  |
|  | 6           | Danielle Lao | Danielle Lao | 6           | 6           |  |  |              |              |              |              |              |  |
|  | WC          | Eri Hozumi   | Eri Hozumi   | 4           | 3           |  |  | 6            | Danielle Lao | Danielle Lao | 5            | 2            |  |
|  | WC          | Sayaka Ishii | Sayaka Ishii | 3           | 3           |  |  | 11           | Ellen Perez  | Ellen Perez  | 7            | 6            |  |
|  | 11          | Ellen Perez  | Ellen Perez  | 6           | 6           |  |  |              |              |              |              |              |  |